# Vivian Peeters

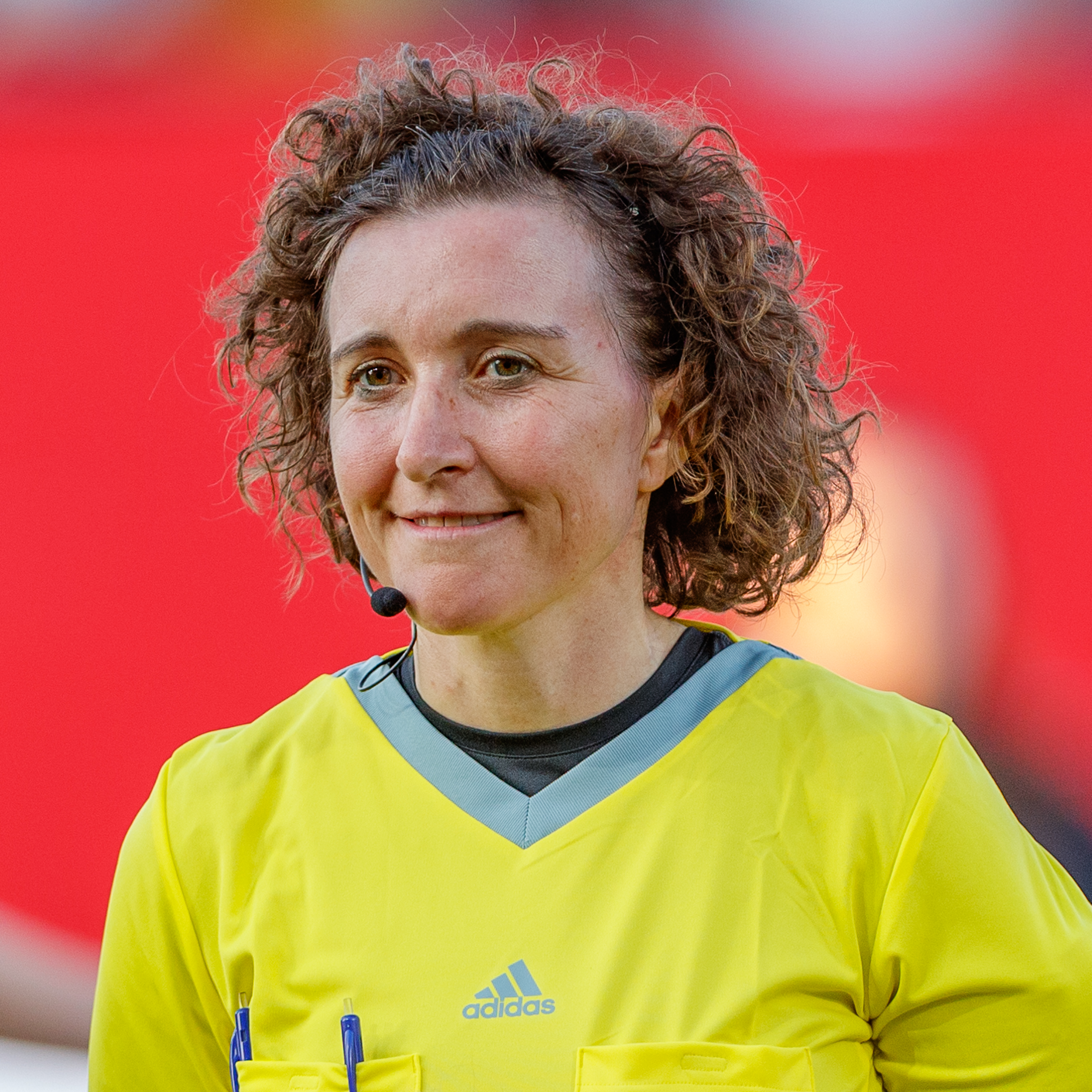
2023 in Fürth

Vivian Peeters (* 29. September 1981 in Kronenberg, Horst aan de Maas) ist eine niederländische Fußballschiedsrichterin.
Peeters ist seit ihrem 15. Lebensjahr Schiedsrichterin und leitet seit vielen Jahren Spiele in der Eredivisie. Ihr Vater ist ehemaliger Schiedsrichter.
Seit 2005 steht sie auf der Liste der FIFA-Schiedsrichter und leitet internationale Fußballspiele, unter anderem in der Women’s Champions League.
Bei der U-17-Europameisterschaft 2015 in Island leitete Peeters zwei Gruppenspiele und das Halbfinale zwischen Spanien und Frankreich (1:1, 4:3 i. E.).